# SZU Re 456.55
De Re 456 is een elektrische locomotief die als tractievoertuig met dubbeldeksrijtuigen een treinstel vormt bestemd voor het regionaal personenvervoer door de Sihltal-Zürich-Uetliberg-Bahn (SZU).

## Geschiedenis
Het treinstel werd in de jaren 1980 ontworpen en gebouwd om capaciteit van het personenvervoer te verhogen zonder hierbij ook de perrons te moeten verlengen. Hiervoor had de locomotief een cabine nodig. De andere ruimte werd als bagageafdeling ingericht.
In 2008 werden twee treinen van de Schweizerische Bundesbahnen (SBB) overgenomen.

## Constructie en techniek
De locomotieven zijn opgebouwd met een lichtstalen frame. De locomotief is voorzien van GTO thyristors gestuurde driefasige asynchrone motoren. De techniek werd ook gebruikt bij de in 1989 ontwikkelde en gebouwde locomotieven voor de Sihltal-Zürich-Uetliberg-Bahn (SZU) van het type Re 456, locomotieven voor de Südostbahn (SOB) van het type Re 456 en locomotieven voor de Regionalverkehr Mittelland (RM) van het type Re 456.
Een treinstel bestaat uit de volgende delen, een locomotief van het type Re 456, een tweedeklasrijtuig van het type B, een eerste/tweedeklasrijtuig van het type AB en een tweedeklasrijtuig met stuurstand van het type Bt.
Deze treinen kunnen tot drie stuks gecombineerd rijden. De treinen zijn uitgerust met luchtvering.
De trein is normaal als volgt samengesteld:
Re 456 + B + AB + Bt

### Nummers
- Re 456 551-1: (ex SBB Re 450 067-4)

Re 450 067 «Urdorf», B 26-33 061, AB 36-33 067 en Bt 26-33 964
- Re 456 552-9: (ex SBB Re 450 070-8)

Re 450 070 «Winterthur Wülflingen», B 26-33 064, AB 36-33 069 en Bt 26-33 966

## Treindiensten
De treinen worden door de Sihltal-Zürich-Uetliberg-Bahn (SZU) ingezet op het traject:
- Zürich HB - Sihltal